# Céléos (Crète)
Pour le roi mythique de Crète, voir Céléos.
Dans la mythologie grecque, Céléos (en grec ancien Κελεóς) est un voleur crétois métamorphosé en Pic vert.

## Légende
Il est en Crète une grotte sacrée où la Titanide Rhéa a mis au monde le dieu Zeus et dont l'accès est défendu aux hommes comme aux dieux. Là résident les abeilles sacrées, nourrices de l'enfant divin. Chaque année, à un moment déterminé, le feu jaillit de la grotte et le sang de Zeus qui a coulé lors de l'accouchement se remet à bouillonner.
Aux côtés de ses compagnons Laïos, Cerbéros et Aeogolios, Céléos pénètre dans la grotte. Couverts de plaques en bronze pour se protéger des piqûres, les hommes dérobent une grande quantité de miel. Quand ils aperçoivent les langes de Zeus, leurs plaques de bronze se fendent d'elles-mêmes et Zeus fait entendre un coup de tonnerre. Il brandit le trait de foudre pour tuer les voleurs, mais Thémis et les Moires retiennent sa main, car il est interdit aux hommes de mourir dans le lieu sacré. Zeus les métamorphose alors en oiseaux, tous porteurs de présages, car ils ont vu le sang divin : Céléos est transformé en Pic vert (κελεóς en grec ancien).

## Commentaire
Le seul témoin existant de cette légende est Antoninus Liberalis dans le récit no 19 de ses Métamorphoses. Il mentionne comme source le livre II de l‘Ornithogonie de Boïos. L'épisode pourrait être illustré sur une amphore à figures noires de Vulci conservée au British Museum, qui représente quatre hommes nus assaillis par des abeilles,.
Une explication naturaliste de la légende la rapproche d'un épisode raconté par Claude Élien (préservant Anténor) dans son Histoire naturelle : par ordre divin, un essaim d'abeilles furieuses nommées χαλκοειδεῖϛ / kalkoeideĩs (« bronzées ») attaque la ville de Raukioi en Crète, forçant les habitants à s'enfuir et à fonder une seconde ville nommée Raukos. Toujours selon Anténor, il reste sur le mont mont Ida de Crète quelques-unes de ces abeilles féroces. Diodore de Sicile indique qu'en souvenir de ses abeilles nourricières, Zeus, « pour perpétuer le souvenir de son séjour sur le mont Ida, changea leur couleur naturelle en une teinte jaune d'airain », ce qui expliquerait l'adjectif « bronzées » utilisé par Anténor et les plaques de bronze portées par les voleurs de la légende. La présence d'un essaim agressif serait à l'origine de la transformation de la grotte en lieu sacré où l'on ne peut pas pénétrer.